# Oddesteinen
Der Oddesteinen ist ein Nunatak im ostantarktischen Königin-Maud-Land. Er ragt als nördlichster einer Reihe kleiner Nunatakker auf der Ostseite der Glopeflya unmittelbar südlich des östlichen Teils der Orvinfjella auf.
Norwegische Kartographen, die ihn auch benannten, kartierten ihn anhand von Luftaufnahmen der Dritten Norwegischen Antarktisexpedition (1956–1960). Namensgeber ist Odd Gjeruldsen (* 1919), der von 1956 bis 1958 als wissenschaftlicher Assistent bei dieser Forschungsreise tätig war.